# Верга, Боб
Роберт Брюс «Боб» Верга (англ. Robert Bruce "Bob" Verga; родился 7 сентября 1945 года в Нептьюне, Нью-Джерси, США) — американский профессиональный баскетболист, который играл в Американской баскетбольной ассоциации, отыгравший пять из девяти сезонов её существования, плюс один сезон в Национальной баскетбольной ассоциации.

## Ранние годы
Боб Верга родился 7 сентября 1945 года в тауншипе Нептьюн (штат Нью-Джерси), а вырос уже немного южнее в боро Белмар (штат Нью-Джерси), где учился в католической школе Сент-Роуз, в которой играл за местную баскетбольную команду.

## Студенческая карьера
В 1963 году он поступил в Университет Дьюка, где в течение трёх лет выступал за баскетбольную команду «Дьюк Блю Девилз», в которой провёл успешную карьеру под руководством известного тренера Вика Бубаса, набрав в итоге в 80 играх 1758 очков (22,0 в среднем за игру) и 299 подборов (3,7). При Бобе Верге «Блю Девилз» два раза выигрывали регулярный чемпионат (1965—1966) и один раз — турнир конференции ACC (1966), кроме того один раз выходили в плей-офф студенческого чемпионата США (1966).
Самой успешной вехой студенческой карьеры Боба Верги стал турнир 1965/1966 годов, в котором «Дьюк Блю Девилз» выиграли бронзовые медали чемпионата NCAA. 12 марта 1966 года «Дьюк» вышел в финал четырёх NCAA (англ. Final Four), где сначала в полуфинале, 18 марта, в борьбе уступили команде Пэта Райли, Томми Крона, Ларри Конли и Луи Дампьера «Кентукки Уайлдкэтс» со счётом 79-83, в котором Боб стал всего лишь пятым по результативности игроком своей команды, набрав 4 очка, а на следующий день, в матче за третье место, с трудом обыграли команду Мерва Джексона «Юта Ютес» со счётом 79-77, в котором Боб уже стал вторым по результативности игроком своей команды, набрав 15 очков. Кроме того Верга три раза включался в первую сборную всех звёзд ACC (1965—1967), а также два раза выбирался во всеамериканскую сборную NCAA (1966 — вторая команда и 1967 — первая команда), а в последнем сезоне установил рекорд команды по среднему набору очков в отдельно взятом турнире (26,7).

## Профессиональная карьера
Несмотря на то, что Боб Верга был одним из лучших игроков конференции ACC, которая была поставщиком порядочного числа баскетбольных талантов того времени, был обделён большим вниманием со стороны команд Национальной баскетбольной ассоциации и на драфте НБА 1967 года был выбран всего лишь в третьем раунде под 25-м номером командой «Сент-Луис Хокс», поэтому заключил соглашение с командой соперничающей с НБА Американской баскетбольной ассоциации «Кентукки Колонелс», которая также выбрала его на драфте АБА в том же году. Однако в межсезонье менеджмент «Полковников» решил отказаться от его услуг и продал права на него в клуб «Даллас Чеперрелс». Уже в своём дебютном сезоне Верга набирал в среднем за игру по 23,7 очка, 4,5 подбора и 2,4 передачи, за что по его итогам мог претендовать на награду новичка сезона, напрямую соперничая с её обладателем, Мелом Дэниелсом, показатели которого составляли 22,2 очка, 15,6 подбора и 1,4 передачи. Помимо этого в том же сезоне по итогам голосования среди главных тренеров команд АБА Боб получил приглашение на свой первый матч всех звёзд АБА, однако в конце декабря 1967 года он получил тяжёлую травму, в результате которой досрочно завершил сезон и не смог осуществить свои мечты.
Следующий сезон стал для Верги самым нестабильным, ибо по его ходу сменил сразу три команды. Сезон 1969/1970 годов, напротив, стал для него самым успешным, в нём Боб набирал в среднем за игру по 27,5 очка, 5,2 подбора и 3,5 передачи, за что по его итогам был включён в первую сборную всех звёзд АБА. Помимо того он в этом сезоне повторно был выбран на матч всех звёзд, впрочем уже в качестве резервиста сборной Востока, в котором отыграл 16 минут, набрав 14 очков и совершив 5 подборов. В сезоне 1973/1974 годов он решил попробовать свои силы в сильнейшей лиге планеты, подписав соглашение с командой «Портленд Трэйл Блэйзерс», в которой провёл всего один сезон, но уже без особого успеха, после чего решил завершить спортивную карьеру.

## Статистика

### Статистика в НБА
| Сезон                                                                                    | Команда  | Регулярный сезон | Регулярный сезон | Регулярный сезон | Регулярный сезон | Регулярный сезон | Регулярный сезон | Регулярный сезон | Регулярный сезон | Регулярный сезон | Регулярный сезон | Регулярный сезон | Серия плей-офф | Серия плей-офф | Серия плей-офф | Серия плей-офф | Серия плей-офф | Серия плей-офф | Серия плей-офф | Серия плей-офф | Серия плей-офф | Серия плей-офф | Серия плей-офф |
| Сезон                                                                                    | Команда  | GP               | GS               | MPG              | FG%              | 3P%              | FT%              | RPG              | APG              | SPG              | BPG              | PPG              | GP             | GS             | MPG            | FG%            | 3P%            | FT%            | RPG            | APG            | SPG            | BPG            | PPG            |
| ---------------------------------------------------------------------------------------- | -------- | ---------------- | ---------------- | ---------------- | ---------------- | ---------------- | ---------------- | ---------------- | ---------------- | ---------------- | ---------------- | ---------------- | -------------- | -------------- | -------------- | -------------- | -------------- | -------------- | -------------- | -------------- | -------------- | -------------- | -------------- |
| 1973/74                                                                                  | Портленд | 21               |                  | 10,3             | 45,2             |                  | 62,5             | 0,9              | 0,8              | 0,6              | 0,0              | 5,0              | Не участвовал  | Не участвовал  | Не участвовал  | Не участвовал  | Не участвовал  | Не участвовал  | Не участвовал  | Не участвовал  | Не участвовал  | Не участвовал  | Не участвовал  |
|                                                                                          | Всего    | 21               |                  | 10,3             | 45,2             |                  | 62,5             | 0,9              | 0,8              | 0,6              | 0,0              | 5,0              | Не участвовал  | Не участвовал  | Не участвовал  | Не участвовал  | Не участвовал  | Не участвовал  | Не участвовал  | Не участвовал  | Не участвовал  | Не участвовал  | Не участвовал  |
| Наведите курсор мыши на аббревиатуры в заголовке таблицы, чтобы прочесть их расшифровку. |          |                  |                  |                  |                  |                  |                  |                  |                  |                  |                  |                  |                |                |                |                |                |                |                |                |                |                |                |